# Wijan Ponlid
Wijan Ponlid (in thailandese วิจารณ์ พลฤทธิ์; 26 aprile 1976) è un pugile thailandese.

## Palmarès
- Giochi olimpici

Sydney 2000: oro nei pesi mosca.
- Giochi del Sud-est asiatico

Bandar Seri Begawan 1999: oro nei pesi mosca.